# Amblyodipsas microphthalma
Amblyodipsas microphthalma е вид влечуго от семейство Lamprophiidae. Видът не е застрашен от изчезване.

## Разпространение
Разпространен е в Мозамбик и Южна Африка.